# Erstroff
Erstroff est une commune française située dans le département de la Moselle et le bassin de vie de la Moselle-est, en région Grand Est.

## Géographie
Village-rue situé, à vol d'oiseau, à 20 km de l'Allemagne, 45 km de Metz, 50 km de Nancy, 80 km de Strasbourg.

### Hydrographie
La commune est située dans le bassin versant du Rhin au sein du bassin Rhin-Meuse. Elle est drainée par le ruisseau Kuhmattgraben et le ruisseau de Langrech.

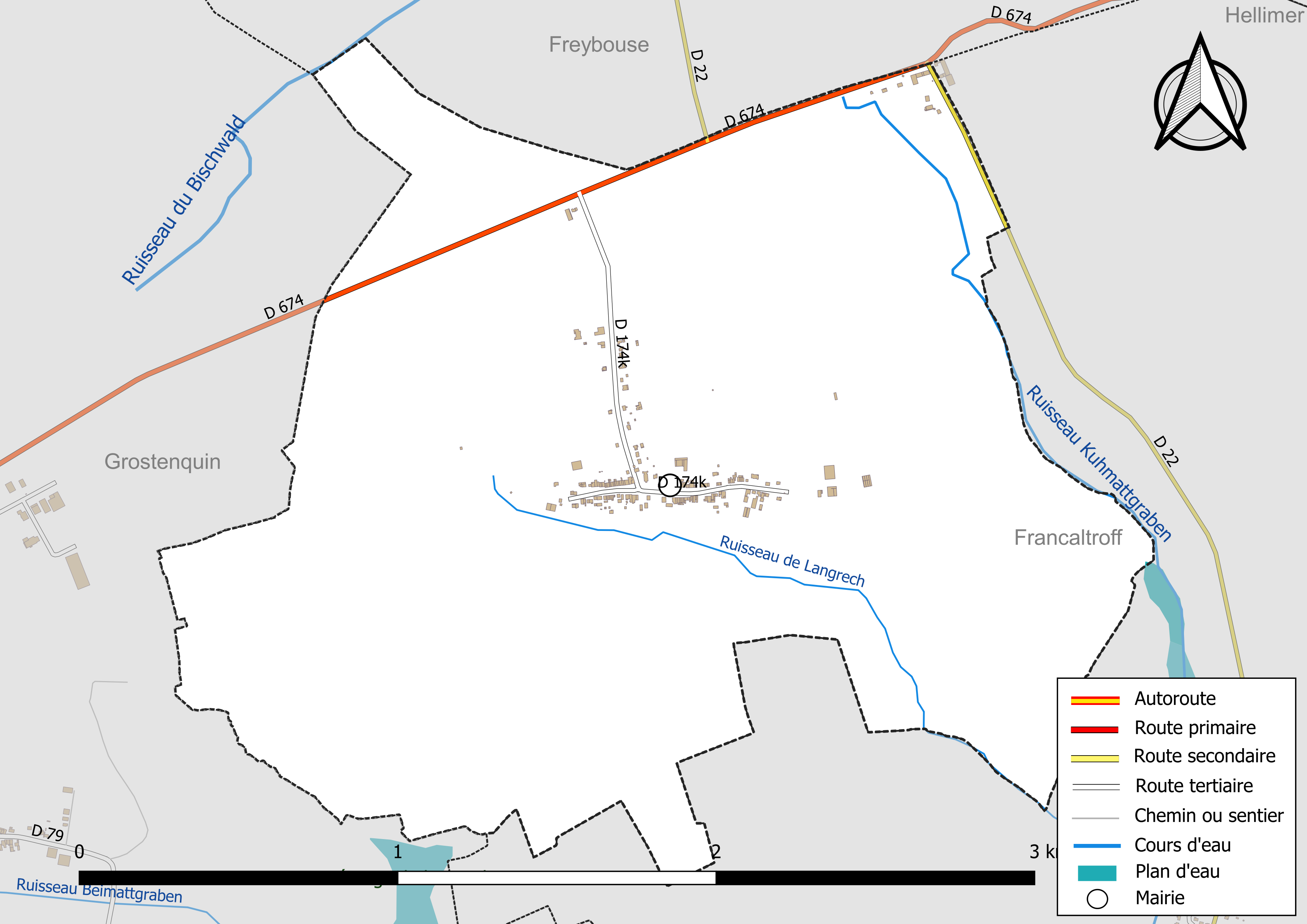
Réseaux hydrographique et routier d'Erstroff.

### Climat
Pour des articles plus généraux, voir Climat du Grand Est et Climat de la Moselle.
En 2010, le climat de la commune est de type climat des marges montargnardes, selon une étude du Centre national de la recherche scientifique s'appuyant sur une série de données couvrant la période 1971-2000. En 2020, Météo-France publie une typologie des climats de la France métropolitaine dans laquelle la commune est exposée à un climat semi-continental et est dans la région climatique  Lorraine, plateau de Langres, Morvan, caractérisée par un hiver rude (1,5 °C), des vents modérés et des brouillards fréquents en automne et hiver. 
Pour la période 1971-2000, la température annuelle moyenne est de 9,9 °C, avec une amplitude thermique annuelle de 16,9 °C. Le cumul annuel moyen de précipitations est de 867 mm, avec 12,1 jours de précipitations en janvier et 9,3 jours en juillet. Pour la période 1991-2020, la température moyenne annuelle observée sur la station météorologique de Météo-France la plus proche, « Kappelkinger_sapc », sur la commune de Kappelkinger à 10 km à vol d'oiseau, est de 10,6 °C et le cumul annuel moyen de précipitations est de 772,6 mm. 
La température maximale relevée sur cette station est de 38,8 °C, atteinte le 25 juillet 2019 ; la température minimale est de −19,6 °C, atteinte le 26 décembre 2010,,. 
Les paramètres climatiques de la commune ont été estimés pour le milieu du siècle (2041-2070) selon différents scénarios d'émission de gaz à effet de serre à partir des nouvelles projections climatiques de référence DRIAS-2020. Ils sont consultables sur un site dédié publié par Météo-France en novembre 2022.

## Urbanisme

### Typologie
Au 1er janvier 2024, Erstroff est catégorisée commune rurale à habitat dispersé, selon la nouvelle grille communale de densité à sept niveaux définie par l'Insee en 2022.
Elle est située hors unité urbaine et hors attraction des villes,.

### Occupation des sols
L'occupation des sols de la commune, telle qu'elle ressort de la base de données européenne d’occupation biophysique des sols Corine Land Cover (CLC), est marquée par l'importance des territoires agricoles (79,5 % en 2018), en augmentation par rapport à 1990 (78,4 %). La répartition détaillée en 2018 est la suivante : 
zones agricoles hétérogènes (36 %), terres arables (22,5 %), prairies (21 %), forêts (20,4 %). L'évolution de l’occupation des sols de la commune et de ses infrastructures peut être observée sur les différentes représentations cartographiques du territoire : la carte de Cassini (XVIIIe siècle), la carte d'état-major (1820-1866) et les cartes ou photos aériennes de l'IGN pour la période actuelle (1950 à aujourd'hui).

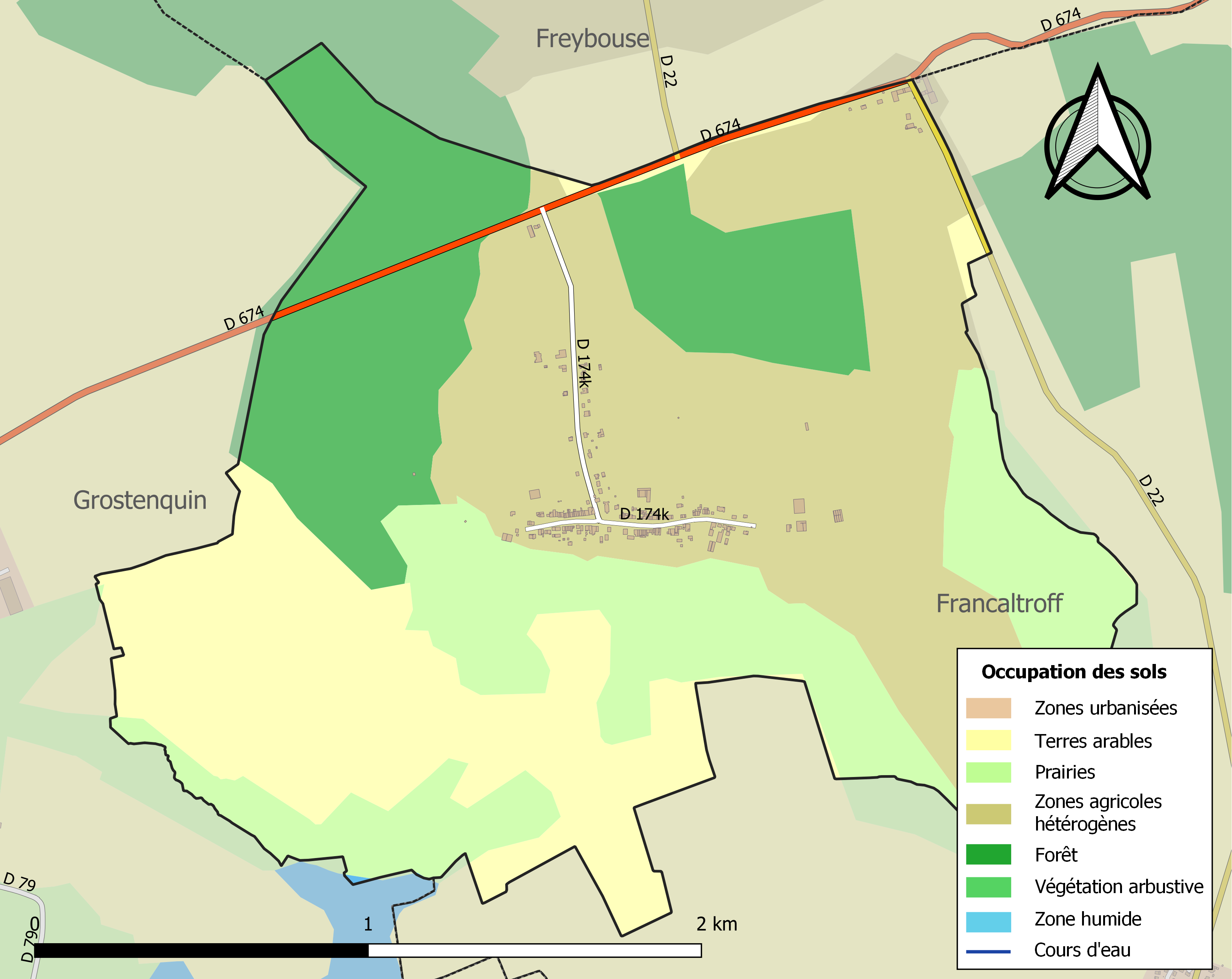
Carte des infrastructures et de l'occupation des sols de la commune en 2018 (CLC).

## Toponymie
- Erstorf (1179), Erstroff (1441), Engelstroff (1544), Erstorff (1595), Herstroff (1656), Erstroff (1756), Ersdroff (1784), Erstroff (1793), Ersdorf (1871-1918).
- Erschtroff en francique lorrain.

## Histoire
- Fief épiscopal en 1345 où on trouve les seigneurs de Créhange, Salm, Puttelange.
- Franc-alleu de l'évêché de Metz, réuni plus tard à la seigneurie de Rohrbach, qui appartenait aux comtes de Créhange. Ressortissait pour la justice au bailliage seigneurial de Vic[13].
- Fit partie, en 1790, du canton d'Hellimer ; passa dans celui de Bistroff sous l'organisation de l'an III et en 1802 dans celui de Grostenquin. Avait pour annexes le moulin et la tuilerie de Schenel et la ferme de Kreutzhoff[13].
- Annexions allemandes :
  - Guerre franco-allemande de 1870 : Erstroff est rattachée au district de Lorraine (un des trois districts de l'Alsace-Lorraine) à compter du Traité de Francfort (1871) jusqu’au Traité de Versailles (1919).
  - Seconde Guerre mondiale : annexée le 25 juillet 1940 au Troisième Reich, Erstroff fait partie jusqu’en 1945 du CdZ-Gebiet Lothringen, une composante du Gau Westmark.

## Politique et administration
| Période                                  | Période  | Identité             | Étiquette | Qualité |
| ---------------------------------------- | -------- | -------------------- | --------- | ------- |
| 1919                                     | 1925     | Théodore Thisse      |           |         |
| 1925                                     | 1933     | Victor Lehmann       |           |         |
| 1933                                     | 1935     | Martin Thilly        |           |         |
| 1935                                     | 1941     | Nicolas Bour         |           |         |
| 1941                                     | 1959     | Jean Lehmann         |           |         |
| 1959                                     | 1977     | Victor Berrusweiller |           |         |
| 1977                                     | 2001     | Marcel Fabert        |           |         |
| 2001                                     | 2014     | Maurice Belvoix      |           |         |
| 2014                                     | En cours | Jean-Claude Bohn     |           |         |
| Les données manquantes sont à compléter. |          |                      |           |         |

## Démographie
L'évolution du nombre d'habitants est connue à travers les recensements de la population effectués dans la commune depuis 1793. Pour les communes de moins de 10 000 habitants, une enquête de recensement portant sur toute la population est réalisée tous les cinq ans, les populations de référence des années intermédiaires étant quant à elles estimées par interpolation ou extrapolation. Pour la commune, le premier recensement exhaustif entrant dans le cadre du nouveau dispositif a été réalisé en 2005.

En 2022, la commune comptait 189 habitants, en évolution de −5,03 % par rapport à 2016 (Moselle : +0,52 %, France hors Mayotte : +2,11 %).
| 1793 | 1800 | 1806 | 1821 | 1836 | 1841 | 1861 | 1866 | 1871 |
| ---- | ---- | ---- | ---- | ---- | ---- | ---- | ---- | ---- |
| 430  | 473  | 515  | 525  | 553  | 567  | 461  | 442  | 420  |

| 1875 | 1880 | 1885 | 1890 | 1895 | 1900 | 1905 | 1910 | 1921 |
| ---- | ---- | ---- | ---- | ---- | ---- | ---- | ---- | ---- |
| 412  | 376  | 326  | 315  | 304  | 260  | 250  | 260  | 218  |

| 1926 | 1931 | 1936 | 1946 | 1954 | 1962 | 1968 | 1975 | 1982 |
| ---- | ---- | ---- | ---- | ---- | ---- | ---- | ---- | ---- |
| 208  | 202  | 208  | 189  | 204  | 200  | 211  | 206  | 208  |

| 1990 | 1999 | 2005 | 2006 | 2010 | 2015 | 2020 | 2022 | - |
| ---- | ---- | ---- | ---- | ---- | ---- | ---- | ---- | - |
| 206  | 177  | 184  | 187  | 209  | 199  | 192  | 189  | - |

## Culture locale et patrimoine

### Lieux et monuments
- Passage d'une voie romaine.

#### Édifice religieux
- Chapelle de Saint-Elloy. Aujourd’hui disparue, elle était édifiée à l’emplacement de l’église actuelle ; elle fut attribuée en bénéfice ecclésiastique par institution du 11 septembre 1633 au R.P. Michel de Sainte-Sabine, prêtre-ermite du diocèse de Metz[18].

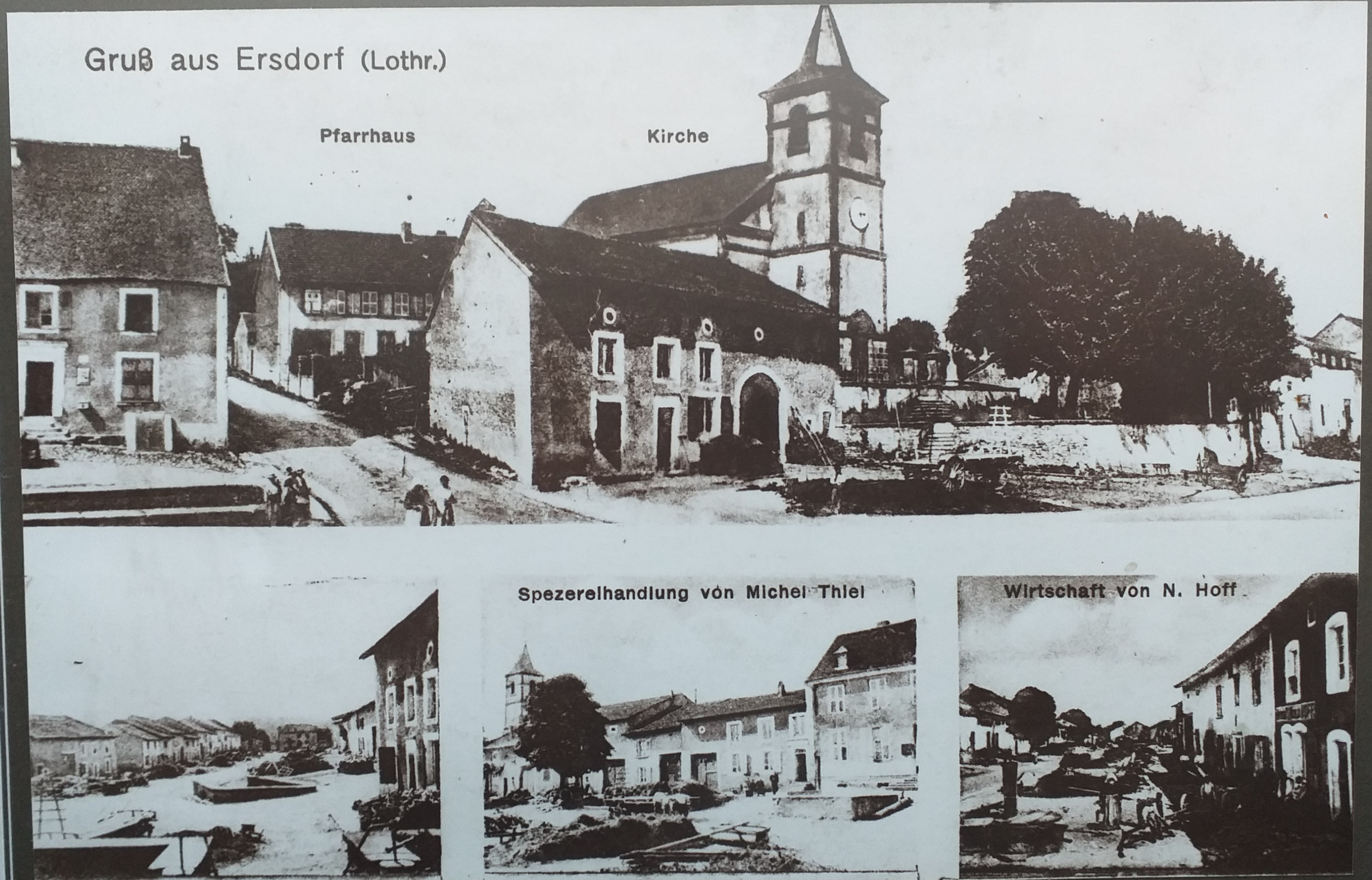
Erstroff - carte postale - 1926

- Erstroff - carte postale - 1926Église de l'Exaltation-de-la-Sainte-Croix. Construite en 1781, elle fut détruite dans l’incendie provoqué par les bombardements de la libération, le 19 novembre 1944 ; elle fut reconstruite dans les années 1950.

### Personnalités liées à la commune
- Eugène Méderlet (1867-1934), prêtre salésien.
- Victor Moy (1861-1948), chanoine de la cathédrale Saint-Étienne de Metz, directeur des pèlerinages diocésains de Metz de 1922 à 1948.

### Héraldique
| Blason de Erstroff | Blason  | Écartelé: aux 1er et 4e d'argent à la fasce de gueules, aux 2e et 3e de sinople à la croix latine d'or posée sur un mont de trois coupeaux du même. |
| Blason de Erstroff | Détails | Le statut officiel du blason reste à déterminer. |